# Ballykelly (Londonderry)

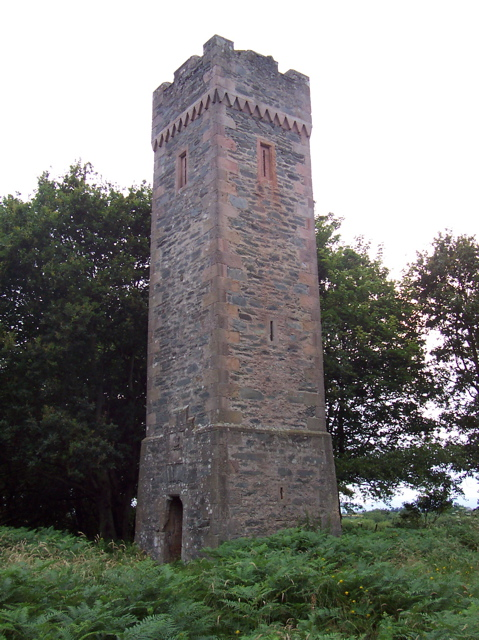
Sampson-toren

Ballykelly (Iers: Baile Uí Cheallaigh) is een plaats in het Noord-Ierse district Limavady. Ballykelly telt 1827 inwoners. Van de bevolking is 39% protestant en 59,6% katholiek.
Arghadowey · Ballykelly · Ballymaguigan · Ballyronan · Bellagy · Castledawson · Coleraine · Derry · Draperstown · Dumananagh · Dungiven · Eglinton · Feeny · Garvagh · Kilrea · Lavey · Limavady · Maghera · Magherafelt · Moneymore · Portstewart · Traad · Upperlands